# 綾瀬志希

綾瀬 志希（あやせ しき、3月14日 - ）は、日本の歌手、アーティスト。
女性ヴォーカルユニットCYNHNのメンバー。ディアステージ所属。埼玉県出身。身長152cm。
愛称は綾瀬、しきちゃん、ちき、ちきたむ、ちきんたろ社長、ちきたっち。自身を表す絵文字は🐱。

## 略歴
2016年、JOYSOUNDとディアステージの共同オーディションに参加。準グランプリを受賞し合格。
2017年6月25日、渋谷WWWで開催された『DEARSTAGE SHOWCASE 2017』にて女性ヴォーカルユニットCYNHNの結成が発表され、そのメンバーとして紹介された。
2019年8月、体調不良のため活動を休止。
2019年10月、活動を再開。ライブには10月5日より復帰。
現在、CYNHNのメンバーとして活動中。

## 人物・エピソード
天地を揺るがすようなパワフルで意思の強い歌声に加えて、幅広い音域をカバーしリズムや吐息を自由に操る歌唱技術とそれを用いて聴き手の心を揺さぶる繊細な表現力が持ち味。歌を愛し全身でリズムを刻み表現する姿は"野生のアーティスト"とも評された。ライブでは「はりぼて」「いいおくり」等のハモリを担当している。
ゲストシンガーとして十五少女の「キミノイル世界線（文月ランの場合 / CV：綾瀬志希 from CYNHN）」、宮野弦士の「アトモスフィアに命題を feat. 綾瀬志希」へ歌唱参加した。また「Teichiku Idol Party 2025」と合わせてテイチクエンタテインメントによるボカロ・カバー"Imgramox Music"が企画され、同レーベル所属アイドル５組から選ばれたメンバー５人のうち１人として「Mr.Music」に参加した。
3rdアルバム『INVERSIOИ』の収録曲「バニラ」ではCYNHN楽曲で初となる作詩を担当した。同曲のMVの発案・映像素材提供も行っている

小さい頃から歌うことが大好きで、お客さんの来ないライヴハウスでひとりで歌ったり、10年間くらいオーディションを受けては落ちを繰り返していた。音響の専門学校に進学したが、音楽業界を諦めて歯科助手をやっていた時にディアステージのオーディションを受けた。
"音響の学校でも歯科助手でもあんまり人とうまく喋れなかった。アイドルのことはあまり知らなかったが、アニソンシンガーなどとにかく歌をやりたかった"、"自分にとっては歌が自分そのもので、歌うことが自分を表現すること。歌ってないと自分が生きてないのと同じ"とインタビューで語っている。
またCYNHN加入後について、"私は自分のことが大嫌いだったんですけど、いろんな人が私の歌を聴いて「歌が好き」とか「面白いね」とか言ってくれるので、CYNHNに入ってから自分のことがすごく好きになりました。今までずっと受け入れられてこなかったので、すごく生きてて良かったって思います"と述懐している。

人柄についてCYNHNメンバーからは、"優しくて気配り上手なCYNHNのお姉ちゃん。努力のできる天才で、好きなものに一生懸命になれる姿勢が凄い"と解説されている。
草野華余子を尊敬しており、スタッフに"私は草野華余子さんが好きで、草野さんに曲を書いてもらいたいんです"と大泣きしながら頼んだ結果、草野による楽曲「インディゴに沈む」をCYNHNへ提供することが実現した。

## 趣味・特技

### 絵画
絵を描くことが好き 。幼稚園の頃から絵を描き始めて独学で描き続けた。制作時には時間を忘れて夢中になるほど没頭する。
同業者内でも彼女の絵のファンは多く、榎本りょう 1st Album『BLUE』のジャケット、愛川こずえ、桜野羽咲、星野にぁ、あまね、SAE へのイラスト提供も行った。
絵画作品は、個展『～脳～』や『あなたの健やかな殺意』、岡田彩夢キュレーショングループ展『執着≒けみかるりあくしょん』で発表・展示された他、各SNSへアップされている。またCYNHNライブグッズ、自身の生誕ライブグッズのデザインも精力的に行なっている（1stワンマン『Link to Blue』、3rdワンマン『Ordinary Blue』、4thワンマン『Blue Spring』、『2時のパレードツアー』、『キリグニアツアー』、結成6周年記念ワンマン『アガパンサス』等） 。
またCYNHNの映像作品へもイラスト・デザインを提供しており、「はりぼて」MVの各メンバーの背景の絵 、「楽の上塗り」最後のレタリング等で確認できる。

### アニメーション制作
コロナ禍には独学でアニメーション制作に挑戦を始めた 。
CYNHN楽曲のアニメーションMVとして「解けない界面論」、「くもりぎみ」、「Redice」、「水の中の」、「Tokyo stuck」を発表。
またCYNHNのMV内のアニメーションへの制作協力（「イナフイナス(インサート)」「キリグニア（アゲハ蝶）」）、さらにCYNHNの24時間ストリーミング配信「#CYNHN Music Radio(AOAWASE)」、「CYNHN Music Radio -Blue Cresc.-」のアニメーション制作、「Blue Cresc.」アルバムトレーラー制作を行なっている。

### 趣味
ゲームが好き。音楽ゲームが得意で"綾瀬志希"という芸名は『アイドルマスター シンデレラガールズ』の好きなキャラクター2名の苗字と名前に由来する。初めて遊んだゲームは鉄拳。その他、ポケモン、大乱闘スマッシュブラザーズも嗜む。
不定期でゲーム配信を行い、これまでに取り扱ったゲームは「Among Us」「ぷよぷよテトリス2」「風のクロノア」「Pineapple on pizza」「ときめきメモリアル Girl's Side 4th Heart」「スイカゲーム」「Draw & Guess」など。

音楽を聴くことが好き。不定期でYoutube・TikTok歌配信を行なっており、歌配信・生誕ライブ等で披露されるレパートリーは非常に幅広いジャンルに渡る。過去のインタビューではその一部としてメラニー・マルティネスやレディオヘッドを挙げている。

猫の動画を見ることが好き。溺愛する愛猫"しゃもじ"は花原史樹によってイラスト化され、さらに実写の生誕グッズにもなった。

また、踊ること、読書、映画鑑賞、人より長く眠れるという趣味・特技もあり、「コジコジ」「ポケモン」が好き。

## 出演

### ライブ・イベント出演
- 艶めく☆ディアステージ（2017年8月13日、新橋演舞場）[56][57][58]
- DSPMのど自慢～新年会～（2020年1月7日、新宿ロフト）
- デリッシャス vol.6 ～闇鍋～（2020年1月28日、吉祥寺・STAR PINES CAFÉ）
- #DSPMLIVE（2022年11月3日、品川 ザ・グランドホール）[59][60]
- 草野華余子 presents "with mutual feelings"振替公演（2022年11月20日、Spotify O-Crest）[61][62]
- 強度 KYO-DO（2022年11月28日、新宿MARZ）[63][64][65]
- 綾瀬志希スナックしろくま1日店長イベント「あつまれ！ちきたむランド 〜地下労働施設行きつけの隠れ家の巻！〜」（2022年12月11日、スナックしろくま）[66]
- #DSPMLIVE 榎本りょう×綾瀬志希（2022年12月16日、秋葉原ディアステージ）[67]
- ACE of CUPs vol.8（2023年11月22日、高円寺HIGH）[68]
- 綾瀬志希しろくまイベント「ちきんたろ社長とゆかいななかまたち！〜ちきたむらの住人どもがつくったゲームをやろう！のまき！〜」（2024年07月11日、しろくま）[69]
- ちきたむ労働施設〜出張！の巻〜（2024年12月16日、秋葉原ディアステージ）[70]
- #DSPMLIVE in SHIZUOKA（2025年5月24日、LIVE ROXY SHIZUOKA）

### 生誕ライブ
- バースデーライブ「綾瀬式」（2019年3月18日、高円寺HIGH）
- バースデーライブ「明日、霧が降る」（2021年3月28日、渋谷チェルシーホテル）
- バースデーライブ「aNima」（2022年3月13日、新宿ロフト）
- 綾瀬志希生誕2023「無脳」（2023年3月5日、渋谷・GARRET udagawa）
- 綾瀬志希生誕2024「ごめんね」（2024年3月24日、恵比寿CreAto）[71]
- 綾瀬志希生誕2025「全能」（2025年3月23日、恵比寿CreAto）[72]

### 展示・個展
- 綾瀬志希個展～脳～（2021年3月13日 - 3月19日、Awaji cafe&gallery）[73]
- 新春！大絵馬展2023（2023年1月10日 - 1月15日、Gallery&Barくらげ）[74][75]
- 綾瀬志希個展「あなたの健やかな殺意」（2023年1月25日 - 1月31日、Gallery&Barくらげ）[76]
- 新春！！大絵馬展2024（2024年1月14日 - 1月21日、Gallery&Barくらげ）[77][78]
- 岡田彩夢キュレーショングループ展『執着≒けみかるりあくしょん』（2024年2月3日 - 2月12日、Gallery&Barくらげ）[79][80]

## 作品

### 楽曲への歌唱参加
- 十五少女 4thデジタルEP「SILENTHATED」キミノイル世界線（文月ランの場合 / CV：綾瀬志希 from CYNHN）[81]（2023年3月15日）
- 宮野弦士 2nd EP「Behind The Nightscape」アトモスフィアに命題を feat. 綾瀬志希[82]（2023年5月26日）
- Imgramox Music「Mr.Music」[83][参加アーティスト：望月みゆ（バンドじゃないもん！MAXX NAKAYOSHI）、柚希関汰（風男塾）、芹澤もあ（ukka）、綾瀬志希（CYNHN）、眠岸ぷりん（NANIMONO）]（2025年3月12日）

### 映像作品・制作協力
| 公開日         | タイトル                                             | 備考                                                 |
| -------------- | ---------------------------------------------------- | ---------------------------------------------------- |
| 2020年06月13日 | CYNHN「解けない界面論」Music Video（2コーラス Ver.） | イラスト&アニメーションを作成。                      |
| 2020年10月14日 | CYNHN「くもりぎみ」Music Video                       | イラスト&アニメーションを作成。                      |
| 2020年10月15日 | CYNHN「Redice」アニメーションMusic Video             | イラスト&アニメーションを作成。                      |
| 2020年12月15日 | CYNHN「イナフイナス」Music Video                     | 途中にインサートされるイラストアニメーションを作成。 |
| 2022年04月03日 | CYNHN「水の中の」Music Video                         | イラスト&アニメーションを作成。                      |
| 2022年07月26日 | CYNHN「キリグニア」Music Video                       | MV中のアゲハ蝶イラスト&アニメーションを作成。        |
| 2023年01月28日 | CYNHN「楽の上塗り」Music Video                       | MV最後のレタリングを作成。                           |
| 2024年11月27日 | CYNHN「Tokyo stuck」Music Video                      | イラスト、リリック、アニメーションを作成。           |
| 2025年 3月 6日 | CYNHN「バニラ」Music Video                           | MVアイデア発案・映像素材提供。                       |

### ラジオへのゲスト出演
- Tresen（2021年1月6日、FMヨコハマ）
- 60TRY部（2021年1月6日、ラジオ日本）
- sajou no hanashi（2021年1月19日、InterFM897）
- OH! MY CHANNEL!（2021年5月10日、東海ラジオ）
- K-mix Anchor Night（2021年5月10日、K-MIX）
- SWEET BOX（2021年5月11日、ZIP-FM）

### 配信番組へのゲスト出演
- アニソン派vol.3（2020年9月12日）